# Bijlia
Genre
Classification phylogénétique
Bijlia N.E.Br. est un genre de plantes de la famille des Aizoaceae.
Bijlia N.E.Br., in J. Bot. 66: 267 (1928)
Type : Bijlia cana (Haw.) N.E.Br. (Mesembryanthemum canum Haw.)

## Liste des espèces
- Bijlia cana N.E.Br.
- Bijlia dilatata H.E.K.Hartmann
- Bijlia tugwelliae (L.Bolus) S.A.Hammer